# Manuel Jiménez Ábalo
Manuel Enrique Jiménez Abalo (Vilagarcía de Arousa, 27 de outubro de 1956) é um ex-futebolista espanhol.

## Carreira
Manuel Jiménez Abalo atuou boa parte da carreira no Sporting Gijón, ele fez parte do elenco da Seleção Espanhola de Futebol da Copa do Mundo de 1982.